# John Palmer (clérigo)
John Palmer (falecido em junho de 1607) foi um clérigo e académico inglês que foi Mestre de Madalena de 1597 a 1604, mas morreu em uma prisão de devedores.
Palmer era de Kent. Ele matriculou-se no St John's College, Cambridge, no outono de 1567. Ele fez-se BA em 1572 e tornou-se um Fellow em 1573. Mais tarde faz-se também MA, em 1675. Em 1580 ele foi incorporado na Universidade de Oxford. Ele foi o Proctor do seu colégio de 1587 a 1588. Ele obteve o DD em 1595. De 1595 a 1604 ele foi Mestre do Magdalene College, Cambridge. Ele foi Decano de Peterborough de 1597 a 1607 e Prebendário de Lichfield de 1605 a 1607.
Palmer foi preso por dívidas e morreu na prisão em junho de 1607.
Palmer fez um casamento clandestino com Katherine Knevit, filha de William Knevit de Little Vastern Park, Wiltshire em 29 de março de 1593.